# Филинецька сільська рада
Филинецька сільська рада — колишня адміністративно-територіальна одиниця та орган місцевого самоврядування у Любарському районі Житомирської і Бердичівської округ, Вінницької та Житомирської областей Української РСР з адміністративним центром у селі Филинці.

## Населені пункти
Сільській раді на час ліквідації були підпорядковані населені пункти:
- с. Филинці.

## Населення
Кількість населення ради станом на 1923 рік становила 1 000 осіб, кількість дворів — 163.
Відповідно до перепису населення СРСР, станом на 17 грудня 1926 року, чисельність населення ради становила 948 осіб, з них, за статтю: чоловіків — 475, жінок — 473, етнічний склад: українців — 353, поляків — 595. Кількість господарств — 191, з них несільського типу — 4.

## Історія та адміністративний устрій
Створена 1923 року у с. Филинці Красносільської волості Полонського повіту Волинської губернії. 7 березня 1923 року включена до складу новоствореного Любарського району Житомирської округи. Станом на 17 грудня 1926 року в підпорядкуванні значилися хутори Консевича, Ксьондзівщина, Кубіянівка, Лавровський, Лозовицький, Мусієвича, Орлика, Поплавщина, Шимоновича, Юрковського, Яткевича, які, на 1 жовтня 1941 року, не перебували на обліку населених пунктів.
Станом на 1 вересня 1946 року сільська рада входила до складу Любарського району Житомирської області, на обліку в раді перебувало с. Филинці.
Ліквідована 11 серпня 1954 року, відповідно до указу Президії Верховної ради Української РСР «Про укрупнення сільських рад по Житомирській області», територію ради та с. Филинці приєднано до складу Панасівської сільської ради Любарського району Житомирської області.